# Арам Авагян
Арам Авагян (вірм. Արամ Ավագյան; 18 січня 1991, Єреван) — вірменський професійний боксер, призер чемпіонатів Європи серед аматорів.

## Аматорська кар'єра
На чемпіонаті Європи 2013 став бронзовим призером.
- В 1/8 фіналу переміг Гамаля Яфай (Англія) — 2-1
- У чвертьфіналі переміг Саміра Мамедова (Азербайджан) — 2-1
- У півфіналі програв Миколі Буценко (Україна) — 1-2

На чемпіонаті світу 2013 переміг Гамаля Яфай (Англія) і Вітторіо Паррінелло (Італія), а у 1/8 фіналу програв Робейсі Раміресу (Куба).
На чемпіонаті Європи 2015 став бронзовим призером.
- В 1/8 фіналу переміг Матті Коота (Фінляндія) — 3-0
- У чвертьфіналі переміг Развана Андреяна (Румунія) — 3-0
- У півфіналі програв Кайсу Ашфак (Велика Британія) — 0-3

На Європейських іграх 2015 і на чемпіонаті світу 2015 програв у першому бою.
На Олімпійських іграх 2016 переміг Арасі Морісака (Японія) — 2-1, а в наступному бою програв Майклу Конлену (Ірландія) — 0-3.

## Професіональна кар'єра
2016 року дебютував на професійному рингу. Впродовж 2016—2021 років провів 13 боїв.